# وقواق برونزي هورشفيلدي

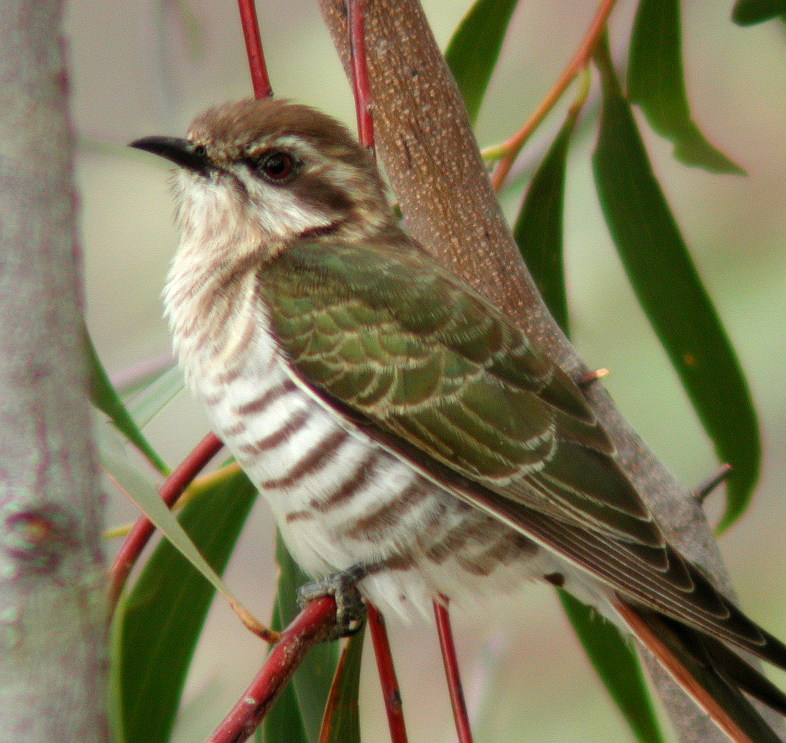

وقواق برونزي هورشفيلدي (الاسم العلمي: Chrysococcyx basalis) (بالإنجليزية: Horsfield's Bronze-cuckoo)‏ هو نوع من الطيور يتبع جنس الوقواق البرونزي من فصيلة طيور الوقواق.